# 宝石のトリートメント
宝石のトリートメント（ほうせきのトリートメント）とは、天然に産する宝石向けの素材（以降、石とする）に、主目的として石の外観をより美しく見せるため、副次効果として石の耐久性を増すため、人的手段を用いて石に何らかの物理的、化学的変化を起こさせたり、あるいは異物質と組み合わせたりして石を改変すること (modification) を云う。ただし石のカット、研磨については、石のトリートメントには含まれない。
こうした処理を施した宝石は処理宝石と呼ばれ、その石の外観などに大きな変化が現れる場合も多々あるが、もともと天然宝石として産したため、張り合わせ石といった明らかな小細工を除くと、模倣宝石とは異なり一般には贋物とはされない。
日本では、2004年までこうした人工処理についてエンハンスメント (enhancement)、とトリートメント (treatment) に分けており、エンハンスメントはその石が本来持っている潜在的な美をひきだす処理を、トリートメントは石に対して施す、自然界ではまず起こりえない人工処理を指した。しかし同じ処理を施した場合であっても、処理により起きた変化が不可逆である場合はエンハンスメント、時間経過によりその効果が薄れたりして元に戻ってしまう場合はトリートメントとして扱ったりするなど、その使い分けは極めて曖昧であった。さらに日本では、一般にエンハンスメントを施した石は天然宝石とほぼ同じ価値を持つと評価されたのに対し、トリートメントを施した石はそれよりずっと低く評価され、場合によっては紛い物、贋物扱いされるといった問題もあった。
元の石に対して人工的処理を施すことには変わりなく、日本以外の諸外国ではそういった区別はほとんどされない。2004年以降は日本でもそれに倣い、こうした区別はせずどちらもトリートメントと呼んでいる。
こうした宝石のトリートメントは、専門機関によりその石を鑑別した際、発行された鑑別書の鑑定結果の項に、備考や注記、開示コメントなどの形で記載される。しかし、石の種類によってはその処理でしか得られない、あるいはその処理を施すことが当たり前になっている場合や、鑑別時点での技術レベルでは処理されたかどうかを見分けられない場合もあり、そのような場合は、通常～が行なわれていますと記述される。

## トリートメントの目的とその概要
宝石素材に対するトリートメントの目的には
1. 色の改善
2. 色の変化
3. 透明度の改善
4. 外観の改善
5. 光沢の改善

といったものがある。

### 色の改善
元の色を濃くしたり、鮮やかにしたりなどして引き立たせる。旧定義のエンハンスメントの範疇に含まれる処理であり、一部例外を除き色を変えること（色の変化）は旧定義のトリートメント扱いとされた。

#### 加熱処理
石を加熱することで着色の原因となっている不純物に物理的、化学的変化が起き色が変化する。自然環境下においても起こる現象であり、その場合は熱変成と呼ばれる。ゆえにかつては典型的なエンハンスメント処理として扱われており、さほど問題にされなかった。加熱自体は古くからタイで行われており、加熱技術においては世界一であるが、1987年にスリランカでも行われるようになり、ますます加熱処理が広がっていった。
- アクアマリン
  - 評価の低いヘリオドールやグリーンベリル等を加熱し、アクアマリンへ変性させることで付加価値を高める。またアクアマリンの多くは、掘り出したときは淡い青しか呈しない石がほとんどのため、加熱処理を施し色を濃くするのが当たり前になっており、ゆえに鑑別書に無処理が記されない。
- コハク
  - 商品にならないコハクの破片や、研磨の際に出た粉末、コハクには至らない経年の浅いコーパルを加熱して融合させた石があるが、これは古くから存在しアンブロイド (Ambroid) と云う別名で呼ばれている。
- コランダム（ルビー、サファイア）
  - ジュエリーとして市販されているコランダムのほとんどに加熱処理が行われている。加熱処理をしていない石で、優れた彩度を持ちかつ透明度の高い石は極めて稀であり、それゆえに古くは王侯貴族しか手にできなかったが、現在はこの処理のおかげで多くの人が手に届くようになった。稀ではあるが加熱していない石もときおり産出はするので、そうした石は非加熱と呼ばれ高額で取引される。
- シトリン
  - 天然にはシトリン（黄水晶）はほとんど産しないため、アメシスト（紫水晶）を加熱することにより大量生産される。
- ジルコン
  - 無色、青、ゴールデンのジルコンは、加熱処理による着色がほとんどなので、鑑別書に無処理と記されない。
- タンザナイト（ブルー・ゾイサイト）
  - ジュエリーに用いられるタンザナイトは、現在ではその全てが加熱処理されるため、鑑別書に無処理と記されない。
- トルマリン
  - 一部のイオン化した銅を含んだインディゴライト（青いトルマリン）は、加熱処理によりずっと価値の高いパライバ・トルマリンに変色する。その他のカラーも加熱処理が施されていることが多い。
- ピンク・トパーズ
  - ピンク・トパーズはインペリアル･トパーズを加熱することで得られる。この石もまた、鑑別書で無処理である旨の記載がされない。

#### フォイルバック
人工処理と云うより小細工、騙しのテクニックである。
- カラーストーン全般
  - 色の淡い石に対して、石の裏面、背面に塗料を塗ったり、色の付いたフィルムを貼ったり色の付いた被膜を蒸着させたりなどして、色を強調する。
  - 石をひっくり返してみれば簡単に看破できるので、裸石（ルース）に施されることはなく、指輪などの台に、それも立て爪など背面が見える方法ではなく、埋め込みなど背面が見えない方法で固定された石に対して行われる。
- オパール

上面が天然オパールで下面が下に黒いプラスチックや天然石を張り合わせたダブレッドオパール、
オパールを薄くスライスして、上にプラスチックや水晶
下に黒いプラスチックや天然石を張り合わせたトリプレッドの2種類がある。
この処理は騙しのテクニックではなく、ちゃんとした市場も存在するのと、
横から見た接着面と下面（古い宝飾品だと接着剤が劣化して鑑別が容易である）で見分けがつきやすいが
宝飾品として完全に金やプラチナで表面以外かぶせられた場合は鑑別が出来ないので
必ず宝飾品を購入する際は鑑別書があるかどうか確認する。
また最近では、下面を天然オパールの母岩を用いた商品も出てきているので。
その場合は、下面で判断する従来の鑑別方法も通用しないので、必ずオパール製品を購入する際は
ルースのままで、鑑別した鑑別書を発行してもらうことが肝要である。
- ブラック・オパール
  - ブラック・オパールは産地が限定されていて、しかも産出量が少ないので、ホワイト・オパールやメキシコ・オパールを砂糖水で浸した後で、硫酸に付けることによって砂糖を焦がして、ブラック・オパールに似せた石が市場に出回っている。

### 色の変化
元とは全く異なった色に変える。旧定義におけるトリートメント処理の典型例。

#### 高温高圧プロセス
HPHT (High Pressure High Temparature) とも呼ばれる。1990年頃にGE社が開発した技術で、石に高温高圧をかけ、色の変化を起こす。
- ダイヤモンド
  - 現在ジュエリーとして市販されているピンクやブルーのファンシー・ダイヤモンドのほとんどは、安価な工業用の褐色や黄ばんだ石をこの処理にかけた結果得られた石である。自然環境下でも十分起こる可能性があるが、旧定義でのトリートメントとされていた。また、この処理をされた石の登場時は鑑別不可であった[2] が、現在は鑑別法が発見されており鑑別可能。
- ダイヤモンド以外の石
  - この処理と並行して何らかの別処理が施される。

#### コーティング
宝石の表面に金属や樹脂の皮膜を着せ着色する処理で、当然ながらトリートメント扱い。金属皮膜については半導体製造技術が応用されているので製品の技術レベルはかなり高く、それを何層にも重ねる事で相当に堅牢になる。ゆえに通常の洗浄で剥がれることはまずなく、ある程度の衝撃や高温にも耐える。
- 水晶
  - 最初に登場したコーティング石で、アクアオーラ、コスモオーラなど、蒸着させた金属の種類により異なる呼び名がある。
- トパーズ
  - チタンなどの金属皮膜をコーティングさせたトパーズは、虹色に変化する外観になり、人工処理したことが知られているにもかかわらず人気があり、ミスティック・トパーズなどと呼ばれている。
- ヒスイ輝石（硬玉）
  - ヒスイは白い石がもっとも一般的でありふれているが、商品価値が高いのは緑の石なので、白い石へ緑の樹脂をコーティングし商品価値を高める。
- サンゴ
  - 白いサンゴに赤い樹脂をコーティングし、赤いサンゴに変身させる。良心的な店には染色である旨を注意書きしている所もある。サンゴは、コーティング以外にも染色、含浸と云った方法で染められる。

#### 照射
石に人工的に放射線（電子、中性子）や電磁波（γ線）を照射し、結晶構造に歪みを与える。自然環境下で起きる可能性も十分に有りうるのだが、全てトリートメント扱いされ、エンハンスメントとは認められていなかった。
- 真珠
  - 照射により黒灰～青灰色の珠が得られる。
- 石英
  - 茶色、紫（アメシスト）、煙水晶、ローズクォーツなどが無色～黄色の石英、水晶を照射処理することで得られる。
- ダイヤモンド
  - ブルー・ダイヤモンドやグリーン・ダイヤモンドの多くは、あまり商品価値のない黄色や茶色のダイヤモンドに放射線を照射して得ている。
- トパーズ
  - ブルー・トパーズは天然にも産するが、色が薄く商品価値がほとんどないため、こうした石や無色のトパーズを照射して得ている。黄色やオレンジの石の場合は色が強くなる。
- トルマリン
  - 無色、もしくは色の薄いトルマリンをこの処理にかけると、黄、茶、ピンク、赤、ときには緑と赤のバイカラーなど、様々な色が得られる。

#### 染色
石の外観を向上させるために色素で染める。色素が染みる多孔質の多結晶集合体のみが対象とされる。
- ターコイズ（トルコ石）
  - ハウライトという別種の白い石をターコイズ・ブルーに染色した贋物が存在する。
- アゲート（メノウ）、サンゴ、真珠、ヒスイ輝石、ラピスラズリ
- オパール（主にエチオピア産）。エチオピア産のオパールは他の産地より水を吸いやすい性質がある為に

染料などで様々な色に着色されることがある。

#### 脱色・漂白
化学薬品を用い宝石を脱色・漂白する。他のより価値の高い宝石に似せる為に使われることもあった。
- クリソベリル・キャッツアイ
  - イエロークォーツを脱色した贋物が作られたりした。
- 真珠
  - アコヤガイ養殖真珠のほとんどは漂白がされ、その際一緒に落ちてしまった淡いピンクを再度着色する[3]。これを調色処理といい、真珠に特有の用語である。この処理を行っていない無調色真珠をナチュラルと呼ぶが、その場合であっても漂白だけは済ませていることが多く、漂白まで省いたものは極めて稀である。

#### フォイルバック
- ダイヤモンドなど透明な石全般
  - 石の裏面、背面に塗料を塗ったり、色の付いたフィルムを貼ったりして、色付けする。

#### ベリリウム拡散加熱
るつぼに宝石と金属ベリリウムを入れ加熱し、宝石にベリリウムを含有させる。多くの場合、表面付近しか浸透しないため、再カットすると元の色が出る。またモース硬度が極端に低下し、割れ易くなる。
- コランダム（ルビー、サファイア）
  - サファイアで特に多いのは、コーンフラワー・ブルーを再現したカシミール・サファイアの紛い物や、安手のピンクサファイアに処理を施し、パパラチアサファイアへと変色をかけたもの。ルビーの場合は赤が強調される。

### 透明度の改善
言い換えるとキズを隠す処理である。一部の処理は旧定義でエンハンスメントとされた。

#### 含浸
石を液体に漬け、それを石内部へ浸透させる。傷やクラックを埋め透明度や外観を改善する以外に、色の補強や着色、耐久性を上げたりする場合も用いられる。かつては無色の媒材を用いた場合のみエンハンスメント、着色目的の場合はトリートメントとされていた。手入れ方法によっては、超音波洗浄など含浸させた物質が溶け出してしまうことがある。樹脂、オイル、有色材、鉛ガラス含浸などがある。
- エメラルド
  - 耐久性補強のための樹脂もしくはオイルの含浸。天然エメラルドは内部にクラックを数多く抱えておりもろいので、かなり古くからほとんどの石に含浸処理がなされている。が、鑑別書には処理のことはしっかり記される。というのも、中には少ないながら含浸処理のされていないエメラルドがあるからで、そうした石はノンオイルと呼ばれ珍重される。
- サンゴ、トルコ石、ヒスイ輝石
  - いずれも色付けのための有色材の含浸。
- ルビー・サファイア
  - 石内部の傷隠蔽のための鉛ガラス含浸。

一般的にはマダガスカル産で主に行われる。
又、サファイアにおいては、ホワイトサファイアにガラス充填を行った上で
染料（主にコバルト）を染色し、あたかも最高級のビビットブルー（ロイヤルブルー）に見せかけたサファイアもある。

### 外観の改善

#### 含浸
（透明度の改善を参照）

#### 充填
宝石の見た目上のクラリティを向上させるため、穴や傷へガラスなどを充填する。処理が下手だったり、乱暴な手入れをすると充填した物質が外れたり溶け出す場合がある。
- ダイヤモンド
  - レーザードリリングの痕を屈折率の近いガラスを充填して消すために行われる。
- サンゴ
  - 削ったときに表に出てくる虫孔と言われる傷を、樹脂や別のサンゴを充填して消す。

#### レーザードリリング
- ダイヤモンド
  - ダイヤモンドの黒色内包物（多くはカーボン）を、レーザーを用いて焼却する。当然、孔が残りそれらはそのままにされる場合もあるが、多くは充填処理や含浸処理で埋める。

### 光沢の改善

#### 含浸
（透明度の改善を参照）

#### フォイルバック
- ダイヤモンド
  - 石の裏面、背面にフッ化マグネシウムと酸化ジルコニウムの混合物の混合物を真空蒸着させるなどして被膜を形成し、光沢を補強し等級を上げる[4]。ダイヤモンドではなく、ガラスや水晶などをブリリアント・カットした石を用いた場合は処理宝石ではなく、ラインストーンと云う模造宝石の一種に数えられる。

#### ワックス
石にワックスをかけて、光沢を出す。
- アズマラカイト、アズライト、オパール、ヒスイ輝石、ラピスラズリ、ラブラドライト